# Воскресенське (Архангельська область)
Воскресенське (рос. Воскресенское) — село в Вельському районі Архангельської області Російської Федерації.
Населення становить 302 особи. Входить до складу муніципального утворення Благовєщенське муніципальне утворення.

## Історія
Від 1937 року належить до Архангельської області.
Від 2004 року належить до муніципального утворення Благовєщенське муніципальне утворення.

## Населення
| 2002 | 2010 | 2012 | 2014 |
| ---- | ---- | ---- | ---- |
| 97   | ↗263 | ↗273 | ↗302 |